# JK Viljandi Tulevik
Jalgpalliklubi Viljandi Tulevik (også kendt som blot Tulevik) er en estisk fodboldklub. Klubben har hjemme i Viljandi.

## Mesterskaber
- Meistriliiga (D1)
  - Vindere:
  - Andenplads (1): 1999

- Pokalturnering (Eesti Karikas)
  - Andenplads (2): 1998-99, 1999-2000

## Historiske navne
- 1912 – Viljandi FK
- 1991 – Viljandi JK
- 1992 – Tulevik Viljandi
- 2011 – FC Viljandi (selvstændig klub).
- 2013 – Tulevik Viljandi

## Historiske slutplaceringer
| Sæson   | Niveau | Liga         | Placering | Kilde  |             |
| ------- | ------ | ------------ | --------- | ------ | ----------- |
| 1997–98 | 1.     | Meistriliiga | 5.        | [ 1 ]  |             |
| 1998    | 1.     | Meistriliiga | 5.        | [ 2 ]  |             |
| 1999    | 1.     | Meistriliiga | 2.        | [ 3 ]  |             |
| 2000    | 1.     | Meistriliiga | 4.        | [ 4 ]  |             |
| 2001    | 1.     | Meistriliiga | 5.        | [ 5 ]  |             |
| 2002    | 1.     | Meistriliiga | 5.        | [ 6 ]  |             |
| 2003    | 1.     | Meistriliiga | 5.        | [ 7 ]  |             |
| 2004    | 1.     | Meistriliiga | 6.        | [ 8 ]  |             |
| 2005    | 1.     | Meistriliiga | 5.        | [ 9 ]  |             |
| 2006    | 1.     | Meistriliiga | 9.        | [ 10 ] |             |
| 2007    | 1.     | Meistriliiga | 7.        | [ 11 ] |             |
| 2008    | 1.     | Meistriliiga | 6.        | [ 12 ] |             |
| 2009    | 1.     | Meistriliiga | 6.        | [ 13 ] |             |
| 2010    | 1.     | Meistriliiga | 7.        | [ 14 ] |             |
| 2011    | 1.     | Meistriliiga | 8.        | [ 15 ] | FC Viljandi |
| 2012    | 1.     | Meistriliiga | 8.        | [ 16 ] | FC Viljandi |
| 2013    | 2.     | Esiliiga     | 8.        | [ 17 ] |             |
| 2014    | 2.     | Esiliiga     | 5.        | [ 18 ] |             |
| 2015    | 1.     | Meistriliiga | 10.       | [ 19 ] |             |
| 2016    | 2.     | Esiliiga     | 1.        | [ 20 ] |             |
| 2017    | 1.     | Meistriliiga | 8.        | [ 21 ] |             |
| 2018    | 1.     | Meistriliiga | 7.        | [ 22 ] |             |
| 2019    | 1.     | Meistriliiga | 7.        | [ 23 ] |             |
| 2020    | 1.     | Meistriliiga | 6.        |        |             |
| 2021    | 1.     | Meistriliiga | 8.        |        |             |
| 2022    | 1.     | Meistriliiga | .         |        |             |

## Klubfarver
| Tulevik | Tulevik |

## Nuværende trup
Pr. 11. april 2019.
| Nr. | Land    | Position | Spiller                        |
| --- | ------- | -------- | ------------------------------ |
| 1   | Estland | MM       | Karl-Romet Nõmm                |
| 4   | Estland | AN       | Indrek Ilves                   |
| 5   | Estland | FO       | Janar Õunap                    |
| 6   | Estland | MI       | Alex Roosalu (fra FCI Levadia) |
| 8   | Estland | FO       | Illimar Loigo                  |
| 9   | Estland | MI       | Kristjan Kask                  |
| 10  | Estland | FO       | Gerdo Juhkam                   |
| 12  | Estland | MM       | Ergo Hünerson                  |
| 15  | Estland | MI       | Tanel Lang                     |
| 16  | Estland | FO       | Gustav-Hendrik Seeder          |
| 17  | Estland | MI       | Rainer Peips                   |
| 18  | Estland | FO       | Martin Allik                   |

| Nr. | Land    | Position | Spiller                       |
| --- | ------- | -------- | ----------------------------- |
| 21  | Estland | AN       | Kristen Kähr                  |
| 22  | Estland | MI       | Arlet Hunt                    |
| 27  | Estland | MI       | Herbert Velleste              |
| 44  | Estland | FO       | Siim Saar                     |
| 46  | Estland | MI       | Karl Rudolf Org               |
| 55  | Estland | MI       | Lauri Elur                    |
| 66  | Estland | FO       | Janno Lukas                   |
| 71  | Estland | AN       | Rainer Rüütel                 |
| 99  | Estland | MM       | Andreas Kallaste (fra Vändra) |
| --  | Estland | FO       | Mark Edur                     |
| --  | Estland | MI       | Rasmus Alles                  |